# Anton Giulio Bragaglia
Anton Giulio Bragaglia (Frosinone, 11 de febrero de 1890 - Roma, 15 de julio de 1960) fue un director de teatro, fotógrafo y cineasta italiano. Pionero en la fotografía futurista y en la escena teatral de vanguardia, destacó como artista e intelectual versátil, autor de ensayos teóricos de gran amplitud temática.

## Juventud
Bragaglia nació en Frosinone, Lacio. En 1906 trabajó como asistente de director en un estudio de películas de Roma patrocinado por su padre, Francesco. Adquirió un gran manejo de la técnica y una experiencia artística. Aprendió de los directores Mario Caserini y Enrico Guazzoni. Con sus hermanos Arturo y Carlo Ludovico, empezó a experimentar con fotografía y cinematografía. Estudiaron el tratamiento del movimiento, desarrollando lo que llamaban fotodinamismo.

## Futurismo
En 1911 publicó el tratado de Fotodinamismo y comenzó a profundizar en el concepto. En el mismo año le nombraron editor de arte y teatro en el periódico "L'Artista". Marginado por el movimiento futurista a la hora de firmar en 1916 el "Manifiesto del cine futurista", los cuales llegarían a criticar a Bragaglia al estreno de "Thaïs", debido a que sus películas parecían «Menos "extremistas", menos ingeniosas y más inspiradas por el entrelazamiento melodramático y atentas a los elementos decorativos propuestos por Prampolini». Curiosamente, pese a no ser uno de los firmantes, fue el único capaz de intentar crear una película de corte futurista, lo que a ojos de la historia le convierte en el único representante del cine futurista.
En 1916 fundó la revista vanguardista Cronache di Attualità. En ella examinaba política, música, teatro y arte dentro del punto de vista futurista. En el mismo año funda el estudio de cine "Novissima-Film", y produce algunas visionarias películas futuristas incluyendo "Thais" (dicho también "Perfido incanto").
En 1918 abrió una galería de arte, la "Casa d'Arte Bragaglia", la cual llegó a ser un nexo importante entre artistas de vanguardia. En ella mostró el trabajo de modernistas como Balla, Depero, De Chirico, Boccioni, Klimt y Kandinsky. En 1919 dirigió actuaciones para Rosso di San Secondo y Pirandello.
De 1921 a 1924 Bragaglia publicó el panfleto satírico Index Rerum Virorumque Prohibitorum. En 1922 abrió el "Teatro Sperimentale degli Indipendenti", que dirigió hasta 1936. También fundó su propia compañía de teatro, "Company Bragaglia Shows", que llegó también a ser el punto de enfoque de la vanguardia italiana. En 1932 es nombrado consejero de la "Corporazione dello Spettacolo" ("Corporación del Entretenimiento"). Desde 1937 a 1943 fue director de la fundación "Teatro delle Arti".
Bragaglia describió sus teorías sobre el teatro en "Maschera mobile" de 1926, "Del teatro teatrale ossia del teatro" de 1927 y "Il segreto di Tabarrino" de 1933. Dirigió más de 15 producciones. De 1926 hasta 1960, también escribió numerosos artículos y libros sobre el arte, el teatro y las imágenes en movimiento.
Bragaglia murió en Roma el 15 de julio de 1960.

## Filmografía
- Thais o Perfido incanto (1917)
- Il mio cadavere (1917)
- Vele ammainate (1931)
- Un dramma nell'Olimpo (1917)
- violonchelista (1913)